# Sociedad Óptica Estadounidense
La Sociedad Óptica Estadounidense (Optical Society of America, OSA) es una organización dedicada a la investigación y educación en el ramo de la Óptica. Fue fundada en 1916, en Rochester, New York, y tiene su sede central en Washington D. C.. En 2008 se convirtió simplemente en la Sociedad Óptica (Optical Society), pero mantiene la sigla OSA.
Al año 2017 cuenta con más de 20,000 miembros y está presente en más de 100 países.
La OSA cuenta con varias publicaciones periódicas como la Gaceta de la Sociedad Óptica Estadounidense (Journal of the Optical Society of America) y la Gaceta de Redes Ópticas (Journal of Optical Networking); así como la revista OPN (Noticias de Óptica y Fotónica, por sus siglas en inglés).
Su actual directora ejecutiva es Elizabeth Rogan